# Opistognathus macrolepis
Opistognathus macrolepis är en fiskart som beskrevs av Peters, 1866. Opistognathus macrolepis ingår i släktet Opistognathus och familjen Opistognathidae. Inga underarter finns listade i Catalogue of Life.